# Leptocoma
Leptocoma is een geslacht van zangvogels uit de familie honingzuigers (Nectariniidae). Ze komen voor in een groot gebied van tropisch Zuid-Azië tot Papoea-Nieuw-Guinea.
Deze honingzuigers vormen een geslacht binnen een familie van vaak zeer kleine oscine zangvogels van de Oude Wereld. Ze leven vaak grotendeels van nectar, hoewel ze ook op insecten jagen, vooral als ze jongen hebben.

## Soorten
Soorten uit dit geslacht honingzuigers worden ook vaak beschreven als soorten in het geslacht Nectarinia. Het geslacht kent de volgende soorten:
- Leptocoma aspasia – Fluweelhoningzuiger
- Leptocoma brasiliana – Van Hasselts honingzuiger
- Leptocoma calcostetha – Koperkeelhoningzuiger
- Leptocoma minima – Dwerghoningzuiger
- Leptocoma sperata – Purperkeelhoningzuiger
- Leptocoma zeylonica – Purperstuithoningzuiger